# 그라나다 연합
그라나다 연합(스페인어: Confederación Granadina)은 누에바그라나다 공화국 이후 출범한 콜롬비아에 있던 나라이다.

## 역사
1858년 누에바그라나다 공화국에서 니카라과가 탈퇴를 선언하자, 국호를 변경하여 여기에 이르렀다. 그러나 1863년 콜롬비아 합중국으로 개명하게 된다.

## 언어
스페인어가 공용어였다.

## 같이 보기
- 콜롬비아 합중국
- 국가 연합
- 콜롬비아의 역사